# عبد الوهاب التازي سعود
عبد الوهاب التازي سعود (توفي في 18 يناير 2021، فاس) كاتب ولغوي وأكاديمي مغربي.
يعتبر أحد أعمدة الجامعة المغربية، وشيخ عمداء كلية الآداب بفاس منذ تأسيسها، ورئيسا لجامعة القرويين بعد النظام الإداري الجديد.

## مسيرته
حصل عبد الوهاب على دبلوم الدراسات العليا في الأدب العربي سنة 1972، ثم على دكتوراه الدولة سنة 1989، واشتغل أستاذا للتعليم العالي.
له بحثان جامعيان:
- محمد بن فارس وآراؤه اللغوية: رسالة لنيل دبلوم الدراسات العليا
- كتاب النصوص لأبي العلاء صاعد بن الحسن الربعي البغدادي: دراسة وتحقيق[2]

## روابط خارجية
- صفحة عبد الوهاب التازي سعود على موقع goodreads.com